# Odontoponera
Odontoponera é um gênero de insetos, pertencente a família Formicidae.

## Espécies
- Odontoponera denticulata (Smith, 1858)
- Odontoponera transversa (Smith, 1857)